# Cantonul Bourgoin-Jallieu-Sud
Cantonul Bourgoin-Jallieu-Sud este un canton din arondismentul La Tour-du-Pin, departamentul Isère, regiunea Rhône-Alpes, Franța.

## Comune
- Badinières
- Bourgoin-Jallieu (parțial, reședință)
- Châteauvilain
- Crachier
- Domarin
- Les Éparres
- Maubec
- Meyrié
- Nivolas-Vermelle
- Saint-Alban-de-Roche
- Sérézin-de-la-Tour
- Succieu